# Emil aneb O výchově
Emil, aneb o výchově (francouzsky Émile ou De l'éducation) je pojednání Jeana-Jacquese Rousseaua o výchově na téma „umění formování člověka“.

## Historie
Spis byl vydán v roce 1762. Dodnes patří mezi nejčtenější a nejpopulárnější práce na toto téma. V Japonsku dokonce doporučují úřady pro rozvoj dětí a mládeže všem mateřským školám čtení Emila. Není bez zajímavosti, že některé části spisu vykazují podobnost s některými Dopisy synovi / Lettres à mon fils Mme d'Épinay, které byly napsány o čtyři roky dříve.
První čtyři knihy jsou řazené chronologicky a popisují ideální výchovu mladého fiktivního chlapce, Emila (Émile), a popisují krok za krokem, výchovné otázky, které se objevují postupně tak, jak mladík roste a dospívá. Poslední kniha pojednává o „výchově“, či přesněji o absenci výchovy u dívek na příkladu další fiktivní postavy Sophie, která vyrůstá vychovávána jako budoucí manželka Emila. Rousseau v podstatě odmítá výchovu mladých dívek a zastává velmi sexistický postoj (ve srovnání se současnou společností a vytrženo z kontextu, neboť jeho analýza odpovídá své době, místu i roli udělené ženám) o roli žen ve společnosti, k obrazu jejich role v rámci rodiny.